# Glenn Williams (Tonmeister)
Glenn Williams ist ein US-amerikanischer Tonmeister.

## Leben
Williams begann seine Karriere Anfang der 1980er Jahre und hatte sein Debüt 1980 mit dem Kultfilm Blues Brothers von John Landis. Sein Arbeitsschwerpunkt war der Film, er war jedoch auch gelegentlich an Fernsehproduktionen tätig. Mitte der 1980er Jahre war er mit Die Farbe des Geldes und The Untouchables – Die Unbestechlichen an zwei großen Hollywooderfolgen beteiligt.
1991 war er für Backdraft – Männer, die durchs Feuer gehen gemeinsam mit Gary Summers, Randy Thom und Gary Rydstrom für den Oscar in der Kategorie Bester Ton nominiert, der Preis ging in diesem Jahr jedoch an James Camerons Terminator 2 – Tag der Abrechnung.
Williams zog sich 1996 aus dem Filmgeschäft zurück.

## Filmografie (Auswahl)
- 1980: Blues Brothers (The Blues Brothers)
- 1984: Das nackte Gesicht (The Naked Face)
- 1986: Die Farbe des Geldes (The Color of Money)
- 1987: The Untouchables – Die Unbestechlichen (The Untouchables)
- 1988: Poltergeist III – Die dunkle Seite des Bösen (Poltergeist III)
- 1989: Ruf nach Vergeltung (Next of Kin)
- 1991: Backdraft – Männer, die durchs Feuer gehen (Backdraft)
- 1992: Fäuste – Du mußt um Dein Recht kämpfen (Gladiator)
- 1996: A Family Thing – Brüder wider Willen (A Family Thing)

## Auszeichnungen
- 1992: Oscar-Nominierung in der Kategorie Bester Ton für Backdraft – Männer, die durchs Feuer gehen